# Joseph-Hyacinthe Du Chambge
Joseph-Hyacinthe Du Chambge (1830-1892), est un militaire français du XIXe siècle. Fils d'un baron Du Chambge, il participe à la majorité des campagnes militaires du Second Empire et finit général de brigade, distingué commandeur de la Légion d'honneur.

## Biographie
Joseph-Hyacinthe (Joseph-Antoine Hyacinthe) Du Chambge dit de Noyelles nait à Verdun où son père est en garnison le 6 janvier 1830. Il est le fils de Joseph (Joseph-Antoine-Hyacinthe) Du Chambge, baron de Noyelles-lès-Seclin, chevalier, capitaine au 4e régiment de chasseurs à cheval, chevalier de la Légion d'honneur, chevalier de Saint-Louis, et de dame Marie-Claudine (Marie-Catherine-Claudine) de Mougée,.
Après ses études, il entre à l'École spéciale militaire de Saint-Cyr le 6 décembre 1848, à l'âge de 18 ans en tant qu'élève et commence sa carrière militaire.
Il épouse le 27 juin 1881, à Paris 6e, où il réside à l'époque, Constance (Louise-Constance-Augustine) Cousin, avec autorisation ministérielle du 15 juin 1881.
Le couple a deux enfants, un garçon et une fille, Jeanne qui a épousé le père du général Jean Vallette d'Osia en octobre 1893 à Paris.
Il arrive en Haute-Savoie à Annecy en 1888, y est encore en juillet 1891, puis réside dans les Alpes maritimes en fin 1891.
Le baron Joseph-Hyacinthe Du Chambge meurt le 7 février 1892, à Nice à l'âge de 62 ans. Il décède de la maladie de cœur qui l'avait amené à demander à être placé en position de retraite six mois plus tôt.

### Famille
Le député Louis Séraphin du Chambge de Noyelles et le général et député Pierre Joseph du Chambge d'Elbhecq sont les arrière grands-oncles de Joseph-Hyacinthe Du Chambge.
Il est le grand-père maternel du général Jean Vallette d'Osia.
Joseph-Hyacinthe du Chambge est le frère de Pierre-Clément-Joseph-Émile du Chambge (1825-1878), baron de Noyelles-lès-Seclin, secrétaire des hospices d'Angers, mort à Angers en 1878. Après le décès de son frère, il est le tuteur datif de son neveu Fernand-Pierre-Charles-Léon, né de son frère et de Charlotte-Mathilde-Honorine Pivron (1838-1890), remariée avec Louis-Jean-François Duvêtre. En tant que tuteur de son neveu mineur et en faveur de celui-ci, suite au décès de la veuve Duvêtre, propriétaire, le 8 août 1890, il demande la vente du riche mobilier, y inclus des bijoux et de l'argenterie, contenus dans la maison habitée par la mère de son neveu,.

## Carrière militaire
Le dossier militaire de Joseph-Hyacinthe Du Chambge précise qu'il a de bonnes notions d'allemand.
Joseph-Hyacinthe Du Chambge entre à Saint-Cyr en 1848 en tant qu'élève à l'âge de 18 ans.
Il contracte un engagement volontaire le 26 avril 1849 et passe caporal le 7 février 1850.
Aux examens de sortie de l'école, il termine 100e sur 333, et le 1er octobre 1850, il est affecté sous-lieutenant au 34e régiment de ligne. Il reste dans cette unité où il progresse : lieutenant en 1854, capitaine en 1859, capitaine adjudant major en 1870.
Le 18 septembre 1870, il est nommé chef de bataillon au 16e régiment d'infanterie de ligne. Un mois plus tard, il passe au 20e régiment d'infanterie de marche.
En 1871, d'abord placé hors cadre à la disposition du général de division chargé de la formation de régiments provisoires à Besançon, il rejoint ensuite le 13e régiment d'infanterie de ligne en conservant le grade de chef de bataillon.
Le 4 avril 1878, Joseph-Hyacinthe Du Chambge est muté au 32e régiment d'infanterie de ligne avec le grade de lieutenant-colonel.
En 1881, il est placé hors cadre à l'État-major de la place de Paris et y reste 18 mois.
Le 6 octobre 1882, il est nommé colonel du 2e régiment d'infanterie.
Le 5 mai 1888, Joseph-Hyacinthe Du Chambge  est élevé général de brigade et le 11 mai 1888 nommé au commandement de la 55e brigade d'infanterie et des subdivisions d'Annecy et de Vienne.
Le 10 juillet 1891, il est admis par anticipation et pour raison de santé, pour cause de problème cardiaque, sur sa demande, dans la 2e section du cadre de l'État major général de l'armée (position de réserve), et rayé des services le 18 juillet.
Lors de son retrait, il présente une carrière de 43 ans de service et 8 campagnes militaires
Il se retire dans les Alpes-maritimes à Nice.

### Campagnes militaires
Joseph-Hyacinthe Du Chambge participe à plusieurs campagnes miliaires lors de sa carrière:
- Campagne d'Italie : du 25 avril 1859 au 10 mai 1860
- Campagne d'Afrique : dans le cadre de la constitution de l'Empire colonial français, du 13 octobre 1864 au 21 novembre 1868
- Guerre franco-allemande de 1870 : du 1er septembre 1870 au 7 mai 1871[15]

## Distinctions
- Médaille commémorative de la campagne d'Italie (1859)[15].
- Médaille de la valeur militaire de la Sardaigne le 20 février 1860[15].

- Chevalier de la Légion d'Honneur le 22 décembre 1866[17].
- Officier de la Légion d'honneur le 27 décembre 1884[17].
- Grand Officier du Nichan Ifttikhar (Tunisie)[15].
- Commandeur de la Légion d'honneur le 11 juillet 1891[17], à l'occasion des promotions et nominations liées à la Fête nationale de 1891 et en tant que membre de l'État-major général, sur proposition du Président du conseil, Ministre de la Guerre[18].

## Portrait
Le portrait du général Hyacinthe-Joseph Du Chambge figure en première page du périodique Les Alpes illustrées  du 2 avril 1892.

## Armes -Devise
La famille Du Chambge a pour blason  « D'argent au chevron de gueules, accompagné en chef de deux merlettes de sable et en pointe d'un trèfle de sinople »
La devise familiale était fondée sur un jeu de mots  « Pour un mieux Du Chambge ».
Ces armoiries ont été adoptées par le village de Noyelles-lès-Seclin.